# Germán Martínez
Germán Martínez Cázares (ur. 20 czerwca 1967 w Morelia, Michoacán) – meksykański polityk i prawnik, przewodniczący Partii Akcji Narodowej (PAN) od 8 grudnia 2007.

## Edukacja
Germán Martínez ukończył prawo na Universidad La Salle w Meksyku. Studiował prawo konstytucyjne i nauki polityczne w Centrum Studiów Politycznych i Konstytucyjnych w Madrycie, a następnie prawo konstytucyjne w Universidad Complutense de Madrid. Był wykładowcą prawa i nauk politycznych na wielu meksykańskich uczelniach, a także na Harvard University.

## Kariera polityczna
Germán Martínez w latach 1997–2000 zasiadał w Izbie Deputowanych, w której zajmował stanowisko przewodniczącego Komisji Ludności. Po raz drugi był deputowanym w latach 2003–2006. Był wówczas członkiem Komisji Konstytucyjnej. Od 1 grudnia 2006 do 27 września 2007 pełnił funkcję sekretarza funkcji publicznych w rządzie prezydenta Felipe Calderóna. 8 grudnia 2007 został wybrany przewodniczącym Partii Akcji Narodowej.